# Wangelis Meimarakis
Ewangelos (Wangelis) Meimarakis, gr. Ευάγγελος (Βαγγέλης) Μεϊμαράκης (ur. 14 grudnia 1953 w Atenach) – grecki polityk i prawnik, wieloletni parlamentarzysta krajowy, działacz Nowej Demokracji (ND), w 2015 p.o. przewodniczącego partii, były minister, w latach 2012–2015 przewodniczący Parlamentu Hellenów, poseł do Parlamentu Europejskiego IX i X kadencji.

## Życiorys
Studiował prawo na Uniwersytecie Narodowym im. Kapodistriasa w Atenach. Następnie kształcił się w zakresie administracji publicznej i nauk politycznych na Uniwersytecie Panteion. Praktykował w zawodzie prawnika.
Zaangażował się w działalność polityczną w ramach Nowej Demokracji. Był przewodniczącym jej organizacji młodzieżowej, w 1984 dołączył do komitetu wykonawczego ND, objął nowo utworzone stanowisko sekretarza komitetu centralnego tej partii. W czerwcu 1989 po raz pierwszy został wybrany do Parlamentu Hellenów, z powodzeniem ubiegał się o reelekcję w kolejnych wyborach w listopadzie tegoż roku, a następnie także w 1990, 1993, 1996, 2000, 2004, 2007, 2009, maju i czerwcu 2012 oraz styczniu i wrześniu 2015.
Od 1992 do 1993 pełnił funkcję wiceministra ds. sportu. W latach 2006–2009 sprawował urząd ministra obrony w rządach Kostasa Karamanlisa. W 2012 został wybrany na przewodniczącego greckiego parlamentu, którym kierował do końca kadencji w 2015.
5 lipca 2015, po rezygnacji Andonisa Samarasa z kierowania partią, został pełniącym obowiązki przewodniczącego Nowej Demokracji. Pełnił też funkcję do listopada tegoż roku. W 2019 uzyskał mandat posła do Parlamentu Europejskiego IX kadencji. Z powodzeniem ubiegał się o reelekcję w 2024.

## Życie prywatne
Wangelis Meimarakis jest żonaty, ma dwie córki.